# Speciální síly Armády Vietnamské republiky
Speciální síly Armády Vietnamské republiky (anglicky Army of the Republic of Vietnam - ARVN, vietnamsky Lực Lượng Đặc Biệt Quân Lực Việt Nam Cộng Hòa - LLDB) byly elitní vojenské jednotky Jižního Vietnamu založené v únoru 1956 v Nha Trangu. Vytvořil je Ngô Đình Nhuem, bratr tehdejšího vládce Jižního Vietnamu Ngô Đình Diệma. Jednotka zanikla 30. dubna 1975, po pádu Saigonu.